# Іллірійські листопадні ліси
Іллірійські листопадні ліси (англ. Illyrian deciduous forests) — природний європейський середземноморський екологічний регіон за класифікацією Всесвітнього фонду охорони дикої природи (WWF), що займає східне узбережжя Адріатичного та північно-східне Іонічного морів. За фактом екорегіон складається з 3 видів рослинних формацій (2 широколистяно-хвойних і 1 хвойно-листяної). Для регіону характерний видовий ендемізм квіткових (10-20 %), реліктові форми. Фауна різноманітна, у межах регіону декілька важливих орнітологічних зон (англ. Important Bird Area, IBA) міграцій та гніздування птахів. Незаконна рубка лісів та полювання у межах держав колишньої Югославії та Албанії разом з неконтрольованим збором рослинної сировини в лісах призводять до значного навантаження на екосистеми, що ще донедавна перебували у відносній недоторканості. Цей екорегіон є частиною субтропічних середземноморських лісів Палеарктики.
За фітогеографічним районуванням світу Армена Тахтаджяна екорегіон поділений між Адріатичною і Східносередземноморською провінціями Середземноморської області Голарктики.

## Територія
Іллірійські листопадні ліси простягнулись вузькою смугою східним узбережжям (включно з островами) Адріатики від Італії (поблизу Трієста) до Албанії та далі на південь широкою смугою східним узбережжям Іонічного моря в Греції (Епір). Загальна площа регіону 40,6 тис. км². На півночі регіон межує з мішаними лісами долини річки По на Апеннінському півострові; на сході з мішаними лісами Динарського нагір'я; на півдні, в Греції та Албанії з мішаними лісами Пінду та мішаними та склерофільними лісами Егеї та Західної Туреччини.

## Клімат
Для регіону характерний середземноморський тип клімату з посушливим жарким літом і вологою відносно теплою зимою. За класифікацією Кеппена помірно теплий без регулярного снігового покриву з жарким посушливим літом, або з рівномірною вологістю протягом року — Csa та Cfa, відповідно. Середньорічна кількість атмосферних опадів становить від 1500 до 2000 мм (до 3000 мм у горах Велебіт в Далмації). Взимку часто випадає сніг. Середня температура повітря в липні +15°…+20 °C, в січні може опускатись нижче 0 °C і навіть до -10 °C.

## Ґрунти
Загалом для регіону характерні коричневі ґрунти з неглибоким родючим шаром. На схилах рендзини.

## Рослинність

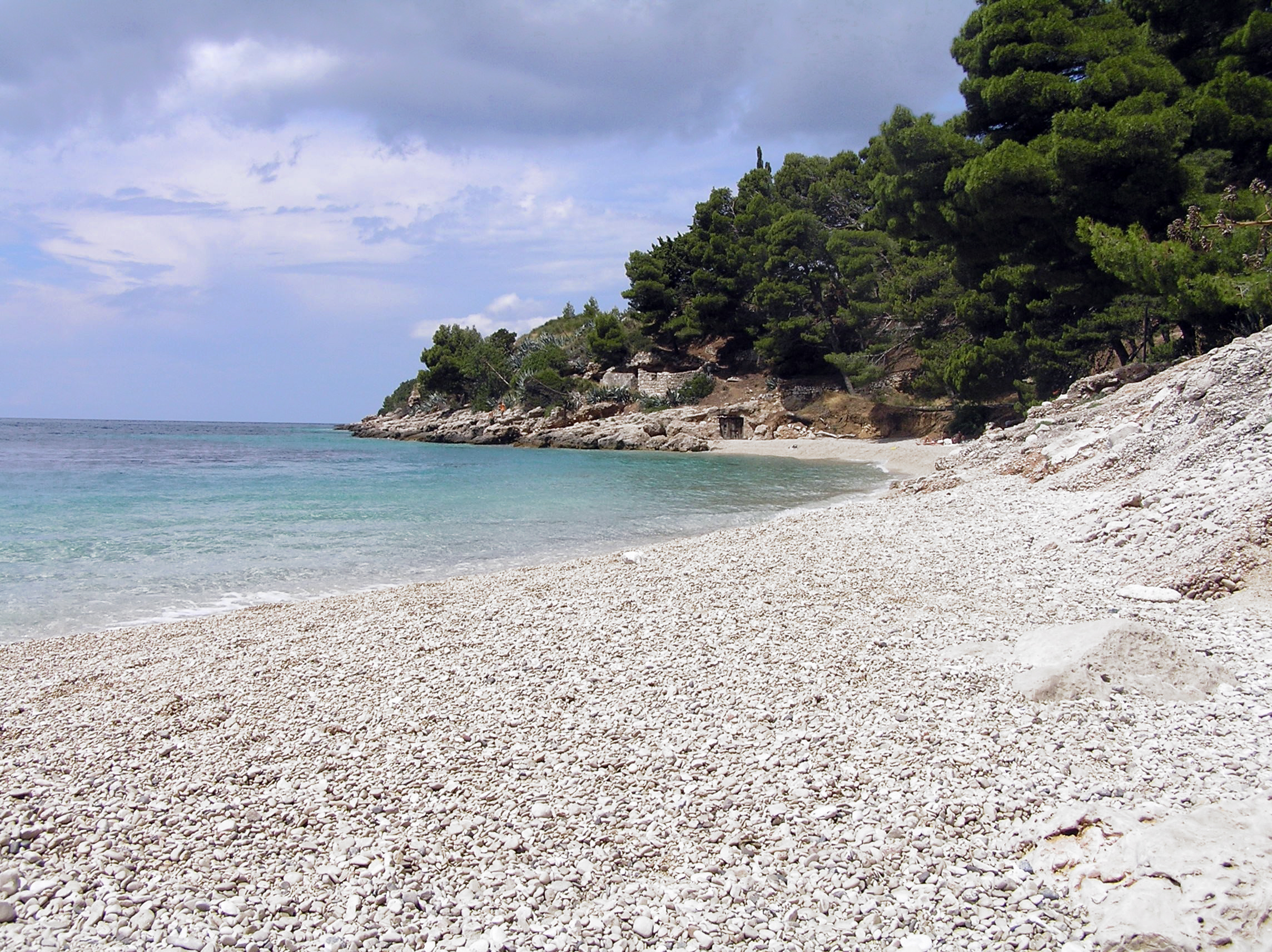
Пляж острова Брач, Хорватія

Гірський характер регіону призводить до явного поділу рослинного покриву на 3 головні зони. На висотах вище за 1200 м панують мішані ліси переважно з пологом з хвойних: ялина європейська (Picea abies), ялиця біла (Abies alba), сосна чорна європейська (Pinus nigra); а вище та на східних континентальних схилах — мішані ліси з ялини, ялиці та буку (Fagus sylvatica).
Мішані дубово-букові ліси переважають на середніх і низьких висотах на родючих ґрунтах за достатньої суми річних опадів, по річковим долинам і каньйонам, на схилах обернених до моря. Деревні породи представлені дубами: фрайнетто (Quercus frainetto), пухнастим (Q. pubescens), австрійський (Q. cerris), вергілія (Q. virgiliana), далешампа (Q. dalechampii); грабом (Carpinus orientalis), каштаном (Castanea sativa), хмелеграбом (Ostrya carpinifolia), липою (Tilia), горобиною (Sorbus), кленом (Acer), ясенем білоцвітим (Fraxinus ornus), райдеревом (Cotinus coggygria), держидеревом (Paliurus spina-christi), багрянником (Cercis siliquastrum).
Формації з вічнозелених дуба кам'яного (Quercus ilex) і сосни алепської (Pinus halepensis), разом із чагарниками терпентинного (Pistacia terebinthus) та мастикового деревець (P. lentiscus ), ялівця колючого (Juniperus oxycedrus) і великоплідного (J. macrocarpa), жостеру (Rhamnus alaternus), філіреї широколистяної (Phillyrea latifolia), суничника велико- (Arbutus unedo) й дрібноплодого (A. andrachne), олеандрів (Nerium) займають зону безпосередньо прилеглу до моря.
Для квіткових рослин характерний ендемізм, до 20 % видів. Найцікавіші з ендемічних реліктових видів флори: Degenia velebitica, первоцвіт Primula kitaibeliana, дзвоники Symphyandra hofmannii, ласкавець Bupleurum karglii, фіалка Viola elegantula, Sibiraea croatica. Багато рослин мають дуже обмежений ареал (гори Велебіт, наприклад) і занесені до європейського Червоного списку рослин, що перебувають під загрозою зникнення.
Дуже багато фруктових дерев: гранат (Punica), апельсин (Citrus sinensis), мигдаль (Prunus dulcis), фундук (Corylus avellana), яблуня (Malus).

## Тваринний світ
Екорегіону властива досить висока фауністична різноманітність, головним чином серед птахів: глухар (Tetrao urogallus), білоголовий сип (Gyps fulvus), сапсан (Falco peregrinus) і боривітер (Falco tinnunculus). У межах екорегіону декілька важливих орнітологічних зон (англ. Important Bird Area, IBA) міграції та гніздування птахів.
Серед звірів особливо помітні великі хижаки; бурий ведмідь (Ursus arctos), рись (Lynx lynx), вовк (Canis lupus), лисиця (Vulpes), куниця (Martes); значні популяції великих травоїдних у горах: козулі (Capreolus capreolus), благородний олень (Cervus elaphus) і сарна (Rupicapra rupicapra). Зустрічаються також кабан (Sus scrofa), лось (Alces), бобри (Castor) по річках.
Для біорізноманіття фауни екорегіону важливою рисою є наявність багатої підземної фауни, що пов'язана з розгалуженою мережею підземних водних потоків в карстових печерах і порожнинах: 30 видів реліктового роду ракоподібних Niphargus, кілька видів підземних креветок роду Troglocaris, поблизу карстових джерел Bogidiella dalmatica, ендемічний вид риб роду Paraphoxinus.

## Охорона природи
Гірські хребти цього регіону з прадавніх часів населяють численні людські популяції. Ліси вже 10 тис. років тому зазнавали знищення вогнем задля очищення території під посіви. За античних часів цей регіон потрапляє до одного з центрів тогочасної людської цивілізації. Наприклад, палац римського імператора Діоклетіана 200 року н. е. в сучасному Спліті (Хорватія), є пам'ятником тогочасному інтенсивному росту населення і експлуатації місцевих ресурсів, це найбільший римський палац за межами Італії, що зберігся до нашого часу і мав історію безперервного розвитку від античності й через часи середньовіччя.
Через політичну нестабільність та економічні негаразди в більшості країн регіону відбувається надмірний тиск на лісові біотопи. Берегові ділянки піддаються тиску з боку туристичної галузі, яку приваблює морське узбережжя з лагідними кліматичними умовами. У долинах та на узбережжі розширення території міст через зростаючу урбанізацію також зменшує стійкість місцевих екосистем до зростаючого навантаження.
Швидка й інтенсивна деградація лісів у вигляді незаконних рубок, забруднення навколишнього середовища, численні пожежі, браконьєрство, неконтрольований збір рослинної сировини — основні екологічні проблеми регіону.